# Lista de prefeitos de Palmital (São Paulo)
Esta é uma lista dos prefeitos do município paulista de Palmital. Em 18 de dezembro de 1919, através do Decreto Lei Estadual nº 1693, o Distrito de Paz de Palmital (como era conhecido na época), foi elevado á categoria de Município, desmembrando-se do município de Campos Novos. A sua instalação definitiva ocorreu em 21 de abril de 1920. Neste mesmo dia foi instalada a primeira Câmara Municipal, dando início a vida administrativa da nova cidade, atraindo novos interesses políticos e econômicos.
O cargo de prefeito foi criado em 11 de abril de 1835, pela assembleia provincial paulista, em reação aos amplos poderes conferidos pelo Código de Processo Criminal de 1832 às câmaras municipais. Seguiram o exemplo paulista seis províncias do nordeste brasileiro (Alagoas, Ceará, Maranhão, Paraíba, Pernambuco e Sergipe).
Sob a vigente ordem constitucional, essa designação é dada ao funcionário público do Poder Executivo municipal, que exerce seu cargo em função de uma legislatura (mandato), sendo para tanto eleito a cada quatro anos, podendo ser reeleito por mais 4 anos (segundo mandato).
Funções
O poder executivo municipal chefia a administração e comanda os serviços públicos, tendo como comandante o prefeito.
A partir da constituição brasileira de 1934, o cargo de prefeito passou a ser o único, em todo o Brasil, ao qual estão atribuídas as funções de chefe do poder executivo do governo local, em simetria aos chefes dos executivos da União e do estado, portanto, em forma monocrática. Este texto quer dizer que deverá haver harmonia e integração de ação entre as esferas envolvidas sem a intervenção de uma na outra, exceto nos casos previstos na Constituição Federal.
Eleições
O prefeito é eleito por sufrágio universal, secreto, direto, em pleito simultâneo em todo o País, realizado a cada quatro anos, no primeiro domingo de outubro.
E trinta dias após tem lugar o segundo turno, se o eleito em primeiro lugar não atingir 50% dos votos válidos mais um voto, no caso de municípios com mais de duzentos mil eleitores.
Conforme a legislação eleitoral atual no Brasil para tornar-se elegível, exige-se uma série de requisitos;
- Possuir nacionalidade brasileira ou portuguesa (neste caso, o cidadão português deve se encontrar amparado pelo Estatuto de Igualdade entre Portugueses e Brasileiros),
- Título de eleitor em dia e estar em gozo pleno do exercício dos direitos políticos,
- Domicilio eleitoral na circunscrição na qual o candidato se apresenta,
- Filiação partidária,
- Ser alfabetizado (tópico invalidado pela atual constituição brasileira de 1988),
- Desincompatibilização de cargo público — Se ocupa um cargo público deve sair seis meses antes das eleições e voltar caso possa só após seis meses ao pleito eleitoral,
- Renúncia de outro mandado até seis meses antes do pleito e não ser parente afim ou consangüíneo, até segundo grau, ou cônjuge de titular de cargo eletivo; pode, entretanto, ser candidato à reeleição (artigo 14 da Constituição),
- Ter idade mínima de 21 anos.

| Nº | Nome                                    | Início do Mandato      | Fim do Mandato         |
| 1  | Afonso de Camargo Penteado              | 21 de abril de 1920    | 1 de setembro de 1920  |
| 2  | Godofredo de Camargo Breno              | 1 de setembro de 1920  | 4 de abril de 1922     |
| 3  | José Olavo Pinto                        | 4 de abril de 1922     | 14 de dezembro de 1922 |
| 4  | Francisco de Paula Martins              | 31 de dezembro de 1922 | 20 de abril de 1923    |
| 5  | Roldão Alves Machado                    | 22 de abril de 1923    | 15 de janeiro de 1929  |
| 6  | Cândido Dias de Mello                   | 15 de janeiro de 1929  | 27 de outubro de 1930  |
| 7  | Otávio Pinto Ferraz                     | 1 de dezembro de 1930  | 18 de março de 1931    |
| 8  | Luís de Assis Rocha                     | 19 de março de 1931    | 14 de outubro de 1931  |
| 9  | Henrique Pyles                          | 14 de outubro de 1931  | 9 de janeiro de 1936   |
| 10 | Clybas Pinto Ferraz                     | 10 de janeiro de 1936  | 23 de julho de 1936    |
| 11 | Henrique Pyles                          | 24 de julho de 1936    | 16 de janeiro de 1937  |
| 12 | Nelson da Cunha Bastos                  | 17 de janeiro de 1937  | 3 de agosto de 1938    |
| 13 | Francisco Mennocchi                     | 15 de agosto de 1938   | 23 de março de 1940    |
| 14 | Domingo Dias de Mello                   | 23 de março de 1940    | 18 de dezembro de 1941 |
| 15 | Cyro Pereira Leite                      | 3 de janeiro de 1942   | 12 de julho de 1946    |
| 16 | Clóvis de Camargo Bueno                 | 13 de julho de 1946    | 21 de março de 1947    |
| 17 | João Gonçales                           | 22 de março de 1947    | 31 de dezembro de 1947 |
| 18 | Henrique Pyles                          | 1 de janeiro de 1948   | 31 de dezembro de 1951 |
| 19 | João Gonçales                           | 15 de janeiro de 1952  | 31 de dezembro de 1955 |
| 20 | Manoel Leão Rego                        | 1 de janeiro de 1956   | 31 de dezembro de 1959 |
| 21 | Waldyr Faro                             | 1 de janeiro de 1960   | 21 de agosto de 1963   |
| 22 | Fuad Haddad                             | 21 de agosto de 1963   | 7 de Outubro de 1963   |
| —  | Waldyr Faro                             | 7 de outubro de 1963   | 31 de dezembro de 1963 |
| 23 | Manoel Leão Rego                        | 1 de janeiro de 1964   | 31 de janeiro de 1969  |
| 24 | Albino Rainho                           | 1 de fevereiro de 1969 | 31 de janeiro de 1973  |
| 25 | Manoel Leão Rego                        | 1 de fevereiro de 1973 | 15 de maio de 1976     |
| 26 | Cherubim de Mattos                      | 17 de maio de 1976     | 31 de janeiro de 1977  |
| 27 | Eloy Atanis Garcia                      | 1 de fevereiro de 1977 | 31 de janeiro de 1983  |
| 28 | Albino Rainho                           | 1 de fevereiro de 1983 | 31 de dezembro de 1988 |
| 29 | Braz Biondi                             | 1 de janeiro de 1989   | 31 de dezembro de 1992 |
| 30 | Marilena Tronco                         | 1 de janeiro de 1993   | 31 de dezembro de 1996 |
| 31 | José Roberto Leão Rego                  | 1 de janeiro de 1997   | 31 de dezembro de 2000 |
| —  | José Roberto Leão Rego (2º mandato)     | 1 de janeiro de 2001   | 31 de dezembro de 2004 |
| 32 | Reinaldo Custódio da Silva              | 1 de janeiro de 2005   | 31 de dezembro de 2008 |
| —  | Reinaldo Custódio da Silva (2º mandato) | 1 de janeiro de 2009   | 31 de dezembro de 2012 |
| 33 | Ismênia Mendes Moraes                   | 1 de janeiro de 2013   | 31 de dezembro de 2016 |
| 34 | José Roberto Ronqui                     | 1 de janeiro de 2017   | 31 de dezembro de 2020 |
| 35 | Luis Gustavo Mendes Moraes              | 1 de janeiro de 2021   | 31 de dezembro de 2024 |
| —  | Luis Gustavo Mendes Moraes (2º mandato) | 1 de janeiro de 2025   | Atualidade             |

1. ↑  «Palmital | MEMORIAL DOS MUNICIPIOS». www.memorialdosmunicipios.com.br. Consultado em 13 de novembro de 2020
2. ↑  LEAL, Victor Nunes, Coronelismo, Enxada e Voto, 3ª ed., Rio: Nova Fronteira, 1997, p. 219.
3. ↑  «Prefeito e vereadores de Palmital tomam posse; veja lista de eleitos». G1. Consultado em 2 de janeiro de 2021
4. ↑  «Apuração das Eleições em Palmital (SP) | Eleições 2024». G1. Consultado em 7 de abril de 2025